# Libellula cyanea
Libellula cyanea är en trollsländeart som beskrevs av Fabricius 1775. Libellula cyanea ingår i släktet Libellula och familjen segeltrollsländor. IUCN kategoriserar arten globalt som livskraftig. Inga underarter finns listade i Catalogue of Life.

## Bildgalleri

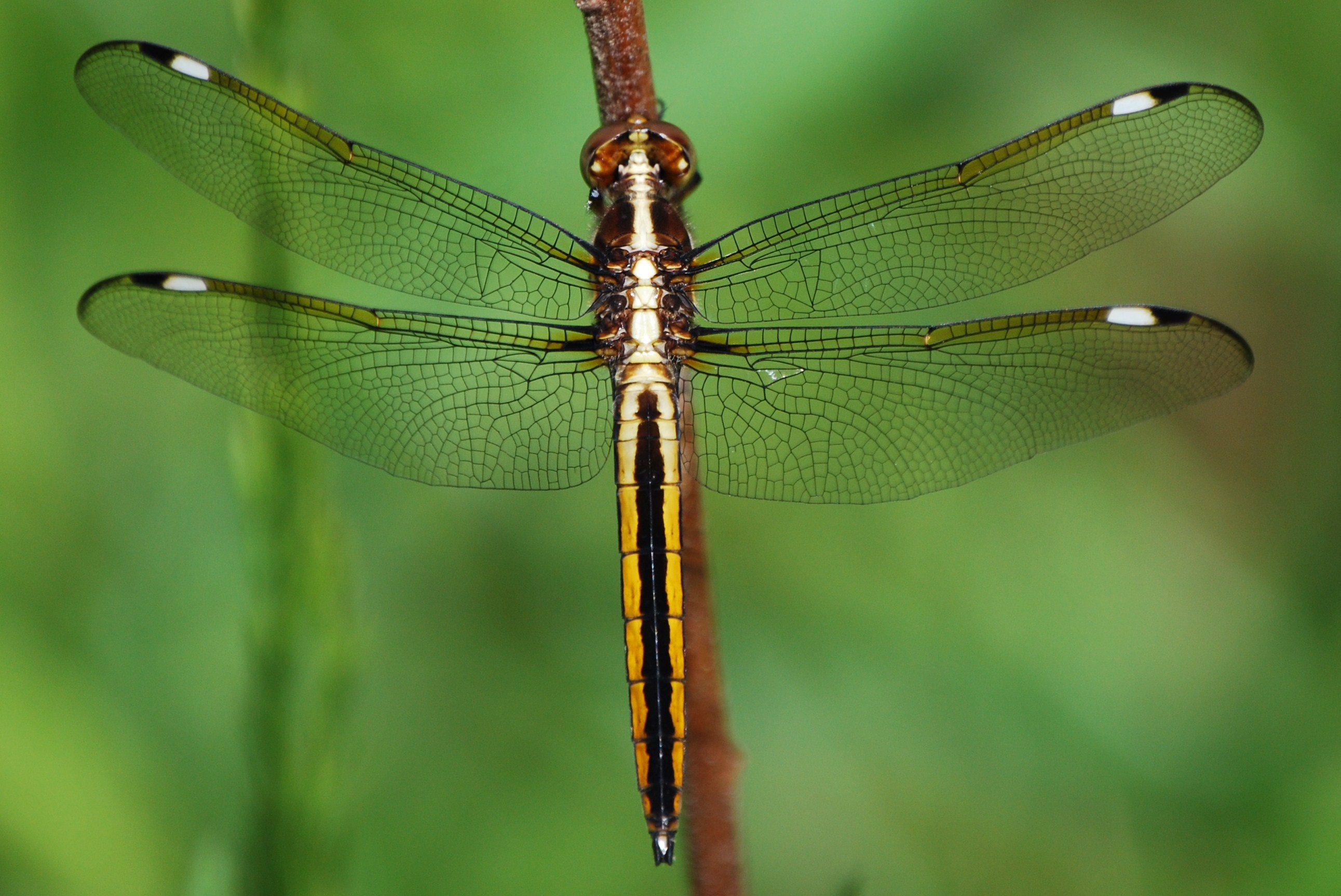